# Бардово (озеро)
Бардово — озеро на юге Кудеверской волости Бежаницкого района Псковской области. Расположено на Бежаницкой возвышенности.
Площадь — 1,3 км² (127,4 га, с островами — 128,3 га). Максимальная глубина — 3,8 м, средняя глубина — 2,4 м.
Проточное. Через озеро с севера на юго-запад протекает река Алоля, приток Великой.
На берегу озера расположены деревни Волоково, Борисково, Романово. В 1 км к югу от озера находится деревня Бардово.
Тип озера лещово-плотвичный с уклеей. Массовые виды рыб: лещ, плотва, окунь, щука, густера, уклея, ёрш, язь, золотой карась, линь, налим, пескарь, бычок-подкаменщик, вьюн, щиповка, широкопалый рак (единично).
Для озера характерны: прибрежные луга, лес, поля; в литорали — песок, заиленный песок, ил, камни, в центре — ил.
Код водного объекта в государственном водном реестре — 01030000111102000025717.